# JSBC
Jiangsu Broadcasting Corporation (JSBC) (čínsky: 江苏省广播电视总台; zjednodušené znaky: 集团; pinyin: Jiāngsū Sheng Guǎngbò Diànshì Zǒngtái) je třetí největší televizní síť v Číně po Čínské ústřední televizi (CCTV) a Hunan Broadcasting System (HBS).
Tato televizní síť je ve vlastnictví vlády provincie Ťiang-su (Jiāngsū) a má sídlo ve správním středisku provincie Nankingu.

## Historie
První televizní stanice, která v provincii Ťiang-su působila, vysílala již od října 1952 z města Nanking. Posléze se její vysílání rozšířilo na celou jižní část provincie. Síť JSBC vznikla v červnu 2001, aby soutěžila s ostatními velkými televizními společnostmi. V lednu 1997 pak rozšířila své působení na celonárodní úroveň díky satelitnímu televiznímu vysílání.